# Rapaxavis
Rapaxavis es un género extinto de ave enantiornite, perteneciente a la familia Longipterygidae. Sus restos fósiles fueron recuperados en estratos del Cretácico Inferior de la Formación Jiufotang en Liaoning, en la República Popular de China.